# Liste der als Reparationsleistung abgebauten Eisenbahnstrecken
Die Liste der als Reparationsleistung abgebauten Eisenbahnstrecken gibt einen Überblick über die nach dem Zweiten Weltkrieg in der Sowjetischen Besatzungszone (SBZ) demontierten Eisenbahnstrecken. Daneben wurden auch oftmals mehrgleisige Strecken auf ein Gleis zurückgebaut. Diese Strecken sind in der Liste von ehemals zweigleisigen Strecken zu finden.
| Bahnstrecke                           | Spur- weite in mm | Länge in km | eröffnet  | demontiert | evtl. Wieder- aufbau | evtl. erneute Betriebs- einstellung | Bemerkungen |
| ------------------------------------- | ----------------- | ----------- | --------- | ---------- | -------------------- | ----------------------------------- | --- |
| Berlin                                |                   |             |           |            |                      |                                     | |
| Düppel–Griebnitzsee                   | 1435              | 7,7         | 1838      |            |                      |                                     | Strecke lag teilweise auch in Brandenburg |
| Brandenburg                           |                   |             |           |            |                      |                                     | |
| Angermünde–Bad Freienwalde            | 1435              | 30,0        | 1877      |            | 1949                 | 1997                                | |
| Glöwen–Havelberg                      | 1435              | 9,2         | 1890      | 1945       | 1948                 | 1971                                | als 750 mm Schmalspurbahn wiederaufgebaut |
| Düppel–Griebnitzsee                   | 1435              | 7,7         | 1838      |            |                      |                                     | Strecke lag teilweise auch in Berlin |
| Rathenow–Kriele                       | 750               | 16,7        | 1900/01   | 1945       |                      |                                     | |
| Rheinsberg–Flecken Zechlin            | 1435              | 13          | 1928      | 1945       |                      |                                     | |
| Tantow–Gartz                          | 1435              | 7,3         | 1913      | 1948/49 ?  |                      |                                     | |
| Templin–Prenzlau                      | 1435              | 38          | 1899      | 1945       | 1953                 | 2000                                | |
| Wittenberge–Elbbrücke Dömitz          | 1435              | 36,2        | 1873      | 1947       |                      |                                     | teilweise in Mecklenburg-Vorpommern |
| Mecklenburg-Vorpommern                |                   |             |           |            |                      |                                     | |
| Anklam–Lassan                         | 600               | ca. 20      | 1896      | 1945       |                      |                                     | |
| Barth–Prerow                          | 1435              | 18,3        | 1910      | 1945/47    | 1967                 | 1997                                | Wiederaufbau nur auf dem Abschnitt Barth–Bresewitz |
| Demminer Bahnen                       | 750               | 159,5       | 1897/1913 | 1945       | 1949                 | 1958                                | nur Schmarsow–Jarmen als 600 mm Schmalspurbahn wiederaufgebaut |
| Ducherow–Seebad Ahlbeck               | 1435              | 43,5        | 1867      | 1948 ?     | 2008                 |                                     | durchquerte auch das Stadtgebiet von Swinemünde, das die Rote Armee im Oktober 1945 der Volksrepublik Polen überließ; nur Seebad Ahlbeck–Świnoujście Centrum in Polen wiederaufgebaut; |
| Greifswald–Grimmen–Tribsees           | 1435              | 50,5        | 1896      | 1945       |                      |                                     | |
| Greifswalder Bahnen                   | 750               | 109         | 1897–1907 | 1945       |                      |                                     | Dreischienengleis Kröslin–Wolgast blieb in Regelspur erhalten |
| Karow–Waren (Müritz)–Neubrandenburg   | 1435              | 75,5        | 1885      | 1945       | 1951–1968            |                                     | nur Karow–Möllenhagen wiederaufgebaut |
| Lietzow–Binz                          | 1435              | 12,1        | 1939      |            | 1952                 |                                     | |
| Malliß–Lübtheen                       | 1435              | 23,3        | 1889      | 1946 ?     |                      |                                     | |
| Mecklenburg-Pommersche Schmalspurbahn | 600               | ca. 200     | 1888–1927 | 1945       | 1947                 | 1960–1969                           | Friedland-Dennin-Anklam nicht demontiert, Ferdinandshof–Friedland 1947 wiederaufgebaut                                                                                                 |
| Neustrelitz–Waren (Müritz)–Plaaz      | 1435              | 81,5        | 1886      | 1945       | 1961/64              |                                     | |
| Sanitz–Tribsees                       | 1435              | 25,9        | 1895      | 1945       |                      |                                     | Sanitz–Reppelin später als militärischer Anschluss in Betrieb |
| Rostock–Bützow                        | 1435              | 30,5        | 1850      | 1945       | 1948                 |                                     | bis 1952 wieder komplett in Betrieb |
| Stralsund–Tribsees                    | 1435              | 36,2        | 1900/01   | 1945       |                      |                                     | |
| Thurow–Strasburg                      | 1435              | 43,4        | 1893/1906 | 1947 ?     |                      |                                     | |
| Wittenberge–Elbbrücke Dömitz          | 1435              | 36,2        | 1873      | 1947       |                      |                                     | teilweise in Brandenburg |
| Sachsen                               |                   |             |           |            |                      |                                     | |
| Neukirchen-Wyhra–Großbothen           | 1435              | 19,53       | 1937      | 1947       |                      |                                     | |
| Großbothen–Grimma unt. Bf             | 1435              | 7,36        | 1887      | 1946       |                      |                                     | |
| Herrnhut–Bernstadt                    | 750               | 10,1        | 1893      | 1945       |                      |                                     | |
| Lausen–Markranstädt                   | 1435              | 3,39        | 1897      | 1946       |                      |                                     | |
| Rochlitz–Narsdorf                     | 1435              | 9,55        | 1872      | 1947       | 1965                 | 2000                                | |
| Taubenheim–Dürrhennersdorf            | 750               | 12,04       | 1892      | 1945       |                      |                                     | |
| Zwönitz–Elterlein                     | 1435              | 18,15       | 1899      | 1947       |                      |                                     | |
| Zwönitz–Stollberg                     | 1435              | 16,61       | 1900      | 1947       | 1949                 | 1967                                | |
| Sachsen-Anhalt                        |                   |             |           |            |                      |                                     | |
| Dessau-Radegast-Köthener Bahn         | 750               | 31,8        | 1897/98   | 1946       |                      |                                     | Dreischienengleis Radegast–Zörbig blieb in Regelspur erhalten |
| Gernrode–Harzgerode/Stiege            | 1000              | 37,5        | 1887–1892 | 1946       | 1949/83              |                                     | 1946–1949 bestand nur ein Reststück bei Lindenberg für eine Spatgrube |
| Molau–Camburg                         | 1435              | 8,15        | 1897      |            |                      |                                     | Strecke lag teilweise auch in Thüringen |
| Thüringen                             |                   |             |           |            |                      |                                     | |
| Ballstädt–Gräfentonna                 | 1435              | 6,2         | 1889      | 1947       |                      |                                     | |
| Friedrichroda–Georgenthal             | 1435              | 8,99        | 1896      | 1947       |                      |                                     | |
| Hildburghausen-Friedrichshall         | 1000              | 29,3        | 1888      | 1946       |                      |                                     | |
| Lossa–Kölleda                         | 1435              | 18,7        | 1914      | 1947       |                      |                                     | |
| Molau–Camburg                         | 1435              | 8,15        | 1897      |            |                      |                                     | Strecke lag teilweise auch in Sachsen-Anhalt |
| Nessetalbahn                          | 1435              | 17,2        | 1890      | 1947       | 1954                 | 1995                                | Wiederaufbau zum Truppenübungsplatz Kindel |
| Obereichsfelder Kleinbahn             | 1435              | 8,5         | 1912      | 1947       |                      |                                     | |
| Pößneck unt. Bf–Oppurg                | 1435              | 3,2         | 1892      | 1946       |                      |                                     | |
| Weimar–Großrudestedt                  | 1000              | 34,1        | 1887      | 1946       |                      |                                     | Dreischienengleis der Buchenwaldbahn blieb erhalten |
| Heiligenstadt Ost-Großtöpfer          | 1435              | 24,2        | 1914      | 1947       |                      |                                     | Abschnitt Großtöpfer-Schwebda 1945 durch Kriegszerstörung unterbrochen, Abschnitt Heiligenstadt-Heiligenstadt Ost blieb erhalten                                                       |
| Worbis-Teistungen                     | 1435              | 9,5         | 1897      | 1947       | 1950                 | 1994                                | Abschnitt Teistungen-Duderstadt durch Zonengrenze unterbrochen, Abschnitt Leinefelde-Worbis blieb erhalten                                                                             |